# Чурашево (Аскинский район)
Чура́шево (баш. Сураш) — деревня в Султанбековскм сельсовете Аскинского района Республики Башкортостан России.

## Географическое положение
Расстояние до:
- районного центра (Аскино): 50 км,
- центра сельсовета (Султанбеково): 5 км,
- ближайшей железнодорожной станции (Чернушка): 138 км.

## Население
| 2002 | 2009 | 2010 |
| ---- | ---- | ---- |
| 256  | ↘233 | →233 |

Национальный состав
Согласно переписи 2002 года, преобладающая национальность — башкиры (98 %).